# به یادبود آ.ه.ه.
به یادبود آ.ه.ه. (انگلیسی: In Memoriam A.H.H.) شعری است اثر ملک الشعرای انگلستان آلفرد تنیسون در رثای دوست نزدیکش آرتور هنری هالم، که در سال ۱۸۳۳ به شکلی ناگهانی در اثر خونریزی مغزی در وین درگذشت. تنیسون این شعر را در ۱۸۴۹ کامل کرد و در ۱۸۵۰ آن را به چاپ رساند. به یادبود از ناب‌ترین آثار غنایی تنیسون و یکی از مهمترین اشعار قرن نوزدهم به شمار می‌رود. تنیسون در معروف‌ترین بخش شعر که امروزه در زبان انگلیسی ضرب‌المثل شده می‌نویسد:
| چه بهتر که عشق ورزیده باشی و از دست داده باشی |  | 'Tis better to have loved and lost |
| تا اینکه هرگز عشق را تجربه نکرده باشی         |  | Than never to have loved at all.   |

این اثر به طور کامل توسط علی طباخیان به فارسی ترجمه شده است.